# Isidoro Santana
Isidoro Santana es un Economista de la República Dominicana que fungió como ministro en el Ministerio de Economía, Planificación y Desarrollo desde el 16 de agosto del año 2016 hasta el 31 de julio del año 2019. Se ha desempeñado como consultor y académico a lo largo de su carrera.
Isidoro Santana es miembro fundador del Movimiento cívico Participación Ciudadana.

## Biografía
Nacido en Villa Trina, Moca, hijo de Juan Isidro López Vargas y María López Minaya, tiene doce hermanos/as y cinco hijos. Se casó con la economista Sandra Marcelino Díaz. Es Economista de profesión, siendo uno de los hacedores de opinión de mayor presencia en los medios de  comunicación especializados en dicha temática en el país.  Es egresado de la Universidad Autónoma de Santo Domingo y cursó en Chile la Especialidad en Planificación y Política Económica.
Miembro fundador de la Fundación Siglo 21, organización no gubernamental que promueve reformas institucionales tratando de promover el desarrollo social y económico del país.  Igualmente, es miembro fundador del Movimiento Cívico Participación Ciudadana, del cual ha sido Coordinador General en dos ocasiones.
Su experiencia docente incluye tanto a la Universidad Autónoma de Santo Domingo como al Instituto Tecnológico de Santo Domingo, INTEC, entre otras entidades de educación superior.  De 1985 a 1988 se desempeñó como experto en Tributación Interna  y coordinador general del proyecto de Fortalecimiento del Sector Tributario para la República Dominicana, Programa INCAT-BID-OEA. Además de profesor del INCAT en Finanzas Públicas y Política Tributaria, le correspondió, como parte de dichas funciones, la de coordinar actividades de docencia, investigación y asistencia técnica.

## Experiencia de Estado
Fue designado como Ministro de Economía Planificación y Desarrollo con el Decreto 201-16 el 16 de agosto de 2016 por el presidente Danilo Medina.